# Seznam českých hráčů v NHL v sezóně 2012/2013
Toto je seznam hráčů Česka a jejich statistiky v sezóně 2012/2013 NHL.
- Stanley Cup v této sezóně získali Michael Frolík a Michal Rozsíval s týmem Chicago Blackhawks.

| Tým                   | Věk | Hráč              | Post | Počet zápasů | Branky | Asistence | Body | Počet zápasů v play off | Branky v play off | Asistence v play off | Body v play off |
| --------------------- | --- | ----------------- | ---- | ------------ | ------ | --------- | ---- | ----------------------- | ----------------- | -------------------- | --------------- |
| Philadelphia Flyers   | 23  | Jakub Voráček     | F    | 48           | 22     | 24        | 46   | Ne                      |                   |                      |                 |
| Carolina Hurricanes   | 24  | Jiří Tlustý       | F    | 48           | 23     | 15        | 38   | Ne                      |                   |                      |                 |
| New Jersey Devils     | 36  | Patrik Eliáš      | F    | 48           | 14     | 22        | 36   | Ne                      |                   |                      |                 |
| Boston Bruins         | 40  | Jaromír Jágr      | F    | 45           | 16     | 19        | 35   | 22                      | 0                 | 10                   | 10              |
| Florida Panthers      | 28  | Tomáš Fleischmann | F    | 48           | 12     | 23        | 35   | Ne                      |                   |                      |                 |
| Montreal Canadiens    | 30  | Tomáš Plekanec    | F    | 47           | 14     | 19        | 33   | 5                       | 0                 | 4                    | 4               |
| Boston Bruins         | 26  | David Krejčí      | F    | 47           | 10     | 23        | 33   | 22                      | 9                 | 17                   | 26              |
| Columbus Blue Jackets | 37  | Václav Prospal    | F    | 48           | 12     | 18        | 30   | Ne                      |                   |                      |                 |
| Phoenix Coyotes       | 31  | Radim Vrbata      | F    | 34           | 12     | 16        | 28   | Ne                      |                   |                      |                 |
| Calgary Flames        | 28  | Jiří Hudler       | F    | 42           | 10     | 17        | 27   | Ne                      |                   |                      |                 |
| Washington Capitals   | 31  | Martin Erat       | F    | 45           | 5      | 19        | 24   | 4                       | 0                 | 0                    | 0               |
| Phoenix Coyotes       | 25  | Martin Hanzal     | F    | 39           | 11     | 12        | 23   | Ne                      |                   |                      |                 |
| Edmonton Oilers       | 29  | Aleš Hemský       | F    | 38           | 9      | 11        | 20   | Ne                      |                   |                      |                 |
| St. Louis Blues       | 25  | Vladimír Sobotka  | F    | 48           | 8      | 11        | 19   | 6                       | 0                 | 3                    | 3               |
| New Jersey Devils     | 35  | Marek Židlický    | D    | 48           | 4      | 15        | 19   | Ne                      |                   |                      |                 |
| San Jose Sharks       | 31  | Martin Havlát     | F    | 40           | 8      | 10        | 18   | 2                       | 0                 | 0                    | 0               |
| Calgary Flames        | 27  | Roman Červenka    | F    | 39           | 9      | 8         | 17   | Ne                      |                   |                      |                 |
| Ottawa Senators       | 28  | Milan Michálek    | F    | 23           | 4      | 10        | 14   | 10                      | 3                 | 2                    | 5               |
| Detroit Red Wings     | 25  | Jakub Kindl       | D    | 41           | 4      | 9         | 13   | 14                      | 1                 | 4                    | 5               |
| Chicago Blackhawks    | 34  | Michal Rozsíval   | D    | 27           | 0      | 12        | 12   | 23                      | 0                 | 4                    | 4               |
| Colorado Avalanche    | 36  | Milan Hejduk      | F    | 29           | 4      | 7         | 11   | Ne                      |                   |                      |                 |
| Chicago Blackhawks    | 24  | Michael Frolík    | F    | 45           | 3      | 7         | 10   | 23                      | 3                 | 7                    | 10              |
| Colorado Avalanche    | 34  | Jan Hejda         | D    | 46           | 1      | 9         | 10   | Ne                      |                   |                      |                 |
| Florida Panthers      | 36  | Filip Kuba        | D    | 44           | 1      | 9         | 10   | Ne                      |                   |                      |                 |
| Phoenix Coyotes       | 30  | Rostislav Klesla  | D    | 38           | 2      | 6         | 8    | Ne                      |                   |                      |                 |
| Calgary Flames        | 21  | Roman Horák       | F    | 20           | 2      | 5         | 7    | 6                       | 0                 | 1                    | 1               |
| Washington Capitals   | 23  | Tomáš Kundrátek   | D    | 25           | 1      | 6         | 7    | Ne                      |                   |                      |                 |
| St. Louis Blues       | 26  | Roman Polák       | D    | 48           | 1      | 5         | 6    | Ne                      |                   |                      |                 |
| Tampa Bay Lightning   | 22  | Radko Gudas       | D    | 22           | 2      | 3         | 5    | Ne                      |                   |                      |                 |
| Anaheim Ducks         | 35  | Radek Dvořák      | F    | 9            | 4      | 0         | 4    | Ne                      |                   |                      |                 |
| Colorado Avalanche    | 22  | Tomáš Vincour     | F    | 17           | 2      | 2         | 4    | Ne                      |                   |                      |                 |
| Tampa Bay Lightning   | 21  | Ondřej Palát      | F    | 14           | 2      | 2         | 4    | Ne                      |                   |                      |                 |
| Edmonton Oilers       | 26  | Ladislav Šmíd     | D    | 48           | 1      | 3         | 4    | Ne                      |                   |                      |                 |
| New York Islanders    | 36  | Radek Martínek    | D    | 13           | 3      | 0         | 3    | 2                       | 0                 | 0                    | 0               |
| Montreal Canadiens    | 34  | Tomáš Kaberle     | D    | 10           | 0      | 3         | 3    | Ne                      |                   |                      |                 |
| Phoenix Coyotes       | 30  | Zbyněk Michálek   | D    | 34           | 0      | 2         | 2    | Ne                      |                   |                      |                 |
| Pittsburgh Penguins   | 36  | Tomáš Vokoun      | G    | 20           | 0      | 2         | 2    | 11                      | 0                 | 0                    | 0               |
| New York Rangers      | 38  | Roman Hamrlík     | D    | 16           | 0      | 1         | 1    | 2                       | 0                 | 1                    | 1               |
| Winnipeg Jets         | 25  | Ondřej Pavelec    | G    | 44           | 0      | 0         | 0    | Ne                      |                   |                      |                 |
| Washington Capitals   | 24  | Michal Neuvirth   | G    | 13           | 0      | 0         | 0    | Ne                      |                   |                      |                 |
| Carolina Hurricanes   | 22  | Michal Jordán     | D    | 5            | 0      | 0         | 0    | Ne                      |                   |                      |                 |
| Detroit Red Wings     | 20  | Petr Mrázek       | G    | 2            | 0      | 0         | 0    | Ne                      |                   |                      |                 |
| St. Louis Blues       | 19  | Dmitrij Jaškin    | F    | 2            | 0      | 0         | 0    | Ne                      |                   |                      |                 |
| Tampa Bay Lightning   | 22  | Andrej Šustr      | D    | 2            | 0      | 0         | 0    | Ne                      |                   |                      |                 |

- F = Útočník
- D = Obránce
- G = Brankář